# 硒甲硫氨酸
L-硒甲硫胺酸，或稱甲硒胺酸、硒蛋胺酸（英語：selenomethionine），即L-硒代蛋胺酸，是重要的有机硒源之一。在自然界中，硒元素以硒代胺基酸形式有机存在于粮食中，也是有机硒在硒酵母中存在的主要形式。
合成蛋白过程中，部分蛋胺酸由硒蛋胺酸替代，成为哺乳动物贮存有机硒的仓库。在硒需求量旺盛时期，可以可逆地释放传递到需要硒的部位或参与新一轮硒蛋白合成。

## 外部連結
- PDB file for MSE （页面存档备份，存于）
- PDB entries containing Het Group MSE （页面存档备份，存于）